# Dick Garmaker
Richard Eugene „Dick“ Garmaker (* 29. Oktober 1932 in Hibbing, Minnesota; † 13. Juni 2020) war ein US-amerikanischer Basketballspieler. Auf der Position des Guard bzw. Forward eingesetzt, spielte er zwischen 1955 und 1961 in der NBA.
Garmaker wuchs in seinem Geburtsort Hibbing in Minnesota auf. Nach seinem Schulabschluss spielte er für die Minnesota Golden Gophers, als deren Mitglied er 1955 in das All-American-Team gewählt wurde. In den Jahren 1954 und 1955 wurde er von den Minneapolis Lakers gedraftet, für welche er ab der Saison 1955/56 spielte. Während seiner Zeit bei den Lakers nahm er viermal am All-Star-Game teil. Am erfolgreichsten schloss er die Saison 1956/57 ab, welche er als zehntbester Spieler mit durchschnittlich 16,3 Punkten pro Spiel beendete und ins All-NBA Second-Team berufen wurde. 1960 wurde er zu den New York Knicks getauscht und beendete 1961 seine Karriere. Insgesamt erzielte er in 421 Saisonspielen in der NBA 1.748 Rebounds, 1.114 Assists und 5.597 Punkte (Playoffs: 21 Spiele mit 98 Rebounds, 67 Assists und 284 Punkten). Garmaker, der zuletzt in Tulsa, Oklahoma lebte, starb im Juni 2020 im Alter von 87 Jahren.